# Diego Caballero
Diego Caballero de Illescas y Cabeza de Vaca (Sevilha, ? - Porto de Santa Maria, 1676) foi Vice-rei de Navarra. Exerceu o vice-reinado de Navarra entre 1668 e 1671. Antes dele o cargo foi exercido por Francisco de Tuttavilla. Seguiu-se-lhe Alexandre Farnésio, duque de Parma e Placência.